# 1-я церемония «Грэмми»

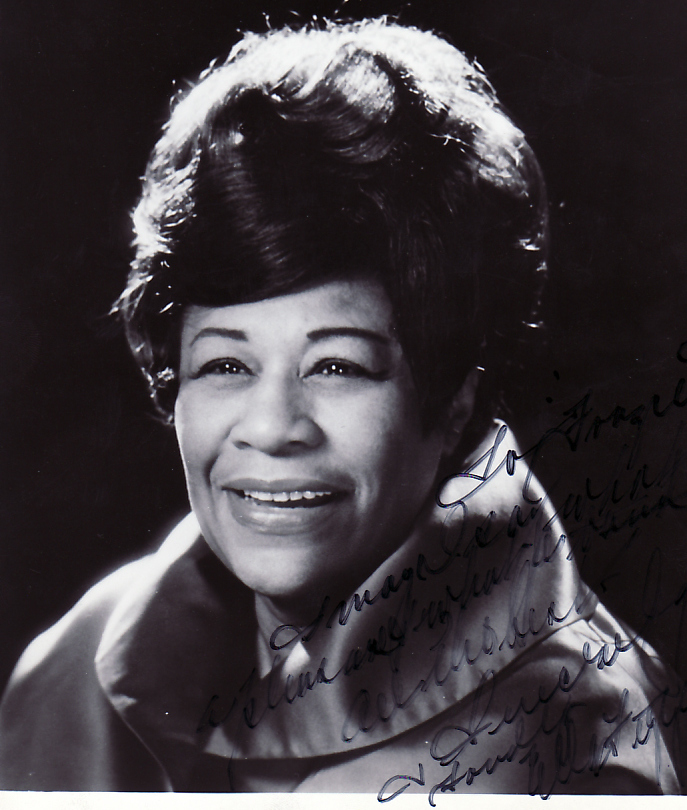
Элла Фицджеральд в 1959 году была награждена двумя премиями Грэмми (фото 1968 года)

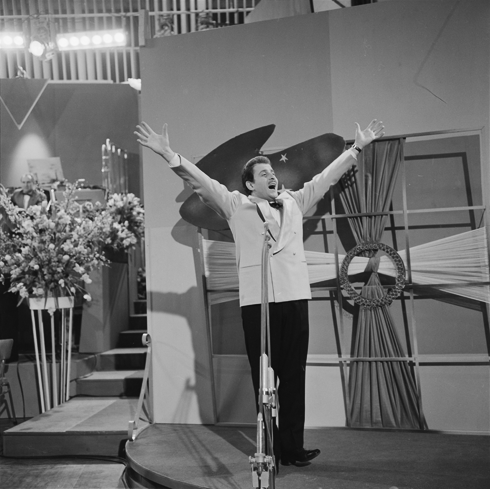
Доменико Модуньо на конкурсе песни Евровидение 1958

1-я церемония вручения премий «Грэмми» состоялась 4 мая 1959 года в городах Лос-Анджелес и Нью-Йорк по итогам прошлого 1958 музыкального года. Четыре исполнителя получили по 2 премии каждый: Доменико Модуньо, Генри Манчини, Элла Фицджеральд и Ross Bagdasarian, Sr..

## Основная категория
- Запись года
  - Доменико Модуньо за запись «Nel Blu Dipinto di Blu (Volare)»

- Альбом года
  - Генри Манчини за альбом The Music from «Peter Gunn»

- Песня года
  - Доменико Модуньо за запись «Nel Blu Dipinto di Blu (Volare)»

## Детская запись

### Лучшая запись для детей
- Багдасарян, Росс за запись «The Chipmunk Song (Christmas Don’t Be Late)» в исполнении Ross Bagdasarian Sr. как «David Seville and the Chipmunks»

## Джаз

### Лучшее индивидуальное джаз-исполнение
- Элла Фицджеральд — «Ella Fitzgerald Sings the Duke Ellington Songbook»

### Лучшее джаз-исполнение группой
- Каунт Бэйси — «Basie»

## Кантри

### Лучшее кантри и вестерн-исполнение
- The Kingston Trio — «Tom Dooley»

## Комедия

### Лучшее комедийное исполнение
- Багдасарян, Росс за запись «The Chipmunk Song (Christmas Don’t Be Late)» в исполнении Ross Bagdasarian Sr. как «David Seville and the Chipmunks»

## Поп

### Лучшее женское вокальное поп-исполнение
- Элла Фицджеральд — «Ella Fitzgerald Sings the Irving Berlin Songbook»

### Лучшее мужское вокальное поп-исполнение
- Перри Комо — «Catch a Falling Star»

### Лучшее поп-исполнение группой
- Каунт Бэйси — «Basie»

## R&B

### Лучшее R&B-исполнение
- The Champs — «Tequila»